# 류베
류베(러시아어: Любэ)는 1989년 1월 14일에 결성된 러시아의 포크 록 밴드로, 모스크바주의 류베르치(러시아어: Лю́берцы)에서 이름을 따왔다. 러시아 및 그 주변 국가에서는 일반적으로 《Комбат》이라는 곡으로 잘 알려져 있다. 2004년에 내놓은 《Рассея》 앨범에는 그들의 오래된 노래를 리메이크 한 것과 더불어 러시아의 국가를 록으로 연주한 곡도 포함된다. 류베는 가사가 러시아어로 된 곡을 주로 부르지만, 영어로 된 딱 한 곡을 만들었는데, 이 곡은 《No More Barricades》라는 곡으로, 러시아의 민주주의와 관계 있다. 원래 구성원의 한 사람이었던 아나톨리 쿨리쇼프가 2009년에 교통사고로 사망한 후에 그의 후임으로 세르게이 페레구다가 새로운 멤버가 되었다. 1997년에는 류베의 리더인 니콜라이 라스토프구예프가 러시아의 공훈가수로 선정되었다.

## 구성원

### 현 구성원
- 니콜라이 라스토르구예프 (Николай Расторгуев) - 보컬
- 비탈리 록체프 (Виталий Локтев) - 키보드, 아코디언
- 알렉산드르 예로힌 (Александр Ерохин) - 드럼
- 세르게이 페레구다 (Сергей Перегуда) - 기타
- 드미트리 스트렐리초프 (Дмитрий Стрельцов) - 베이스 기타
- 알렉세이 타라소프 (Алексей Тарасов) - 코러스
- 파벨 소치코프 (Павел Сучков) - 코러스
- 알렉세이 칸투르 (Алексей Кантур) - 코러스

#### 기타
- 이고르 마트비엔코 (Игорь Матвиенко) - 작곡, 프로듀스
- 알렉산드르 샤가노프 (Александр Шаганов) - 작사
- 미하일 안드레예프 (Михаил Андреев) - 작사

### 이전 구성원
- 빅토르 주크 (Виктор Жук) - 기타. 1990-1991
- 알렉산드르 바인베르크 (Александр Вайнберг) - 베이스 기타, 솔로 기타. 1990-1992년
- 예브게니 나시불린 (Евгений Насибулин) - 백 보컬. 1991-1995년. 1995년에 사망으로 활동 중단
- 유리 리마노프 (Юрий Рыманов) - 기타. 1998-2008
- 아나톨리 쿨레쇼프 (Анатолий Кулешов) - 반주 보컬. 1989-2009. 2009년에 사망으로 활동 중단
- 파벨 우사노프 (Павел Усанов) - 베이스 기타. 1997-2016년. 2016년 사망으로 활동 중단

## 디스코그래피
- Атас (Atas, slang for "alert" — 1991)
- Кто сказал, что мы плохо жили..? (Kto skazal, chto my plokho zhili...?, "Who said that we lived badly?" — 1992)
- Зона Любэ (Zona lyube, "Lyube zone" — 1994)
- Комбат (Kombat, "battalion commander"  — 1996)
- Собрание сочинений (Sobranie sochineniy, "collected works" — 1997)
- Песни о людях (Pesni o ludyakh, "songs about people" — 1997)
- Песни из концертной программы "Песни о людях" 24.02.98 (Iz kontsertnoy programmy "Pesni o ludyakh" ("From the concert programs of 'Songs about people'", two-disc concert recording — 1998)
- Полустаночки (Polustanochki, "Whistle-stops" — 2000)
- Собрание сочинений. Том 2 (Sobranie sochineniy, Tom 2, "collected works, volume 2" — 2001)
- Давай за... (Davay za..., "let's drink it for..." — 2002)
- Юбилей. Лучшие песни (Yubilej. Luchshiye Pesni, "anniversary, best of", two-disc concert recording — 2002)
- Ребята нашего полка (Rebyata nashego polka, "the guys from our regiment" — 2004)
- Рассея (Rasseya, "Russia" with a typically patriotic spelling variation — 2005)
- В России (V Rossiyi, "in Russia" — 2007)
- Собрание сочинений. Том 3 (Sobranie sochinenyi. Tom 3, "collected works volume 3" — 2008)
- Свои (Svoi, "our people" — 2009)
- За тебя, Родина-мать! (Za tebya, Rodina-mat' , "For you, Motherland!" - 2015)